# The London Group

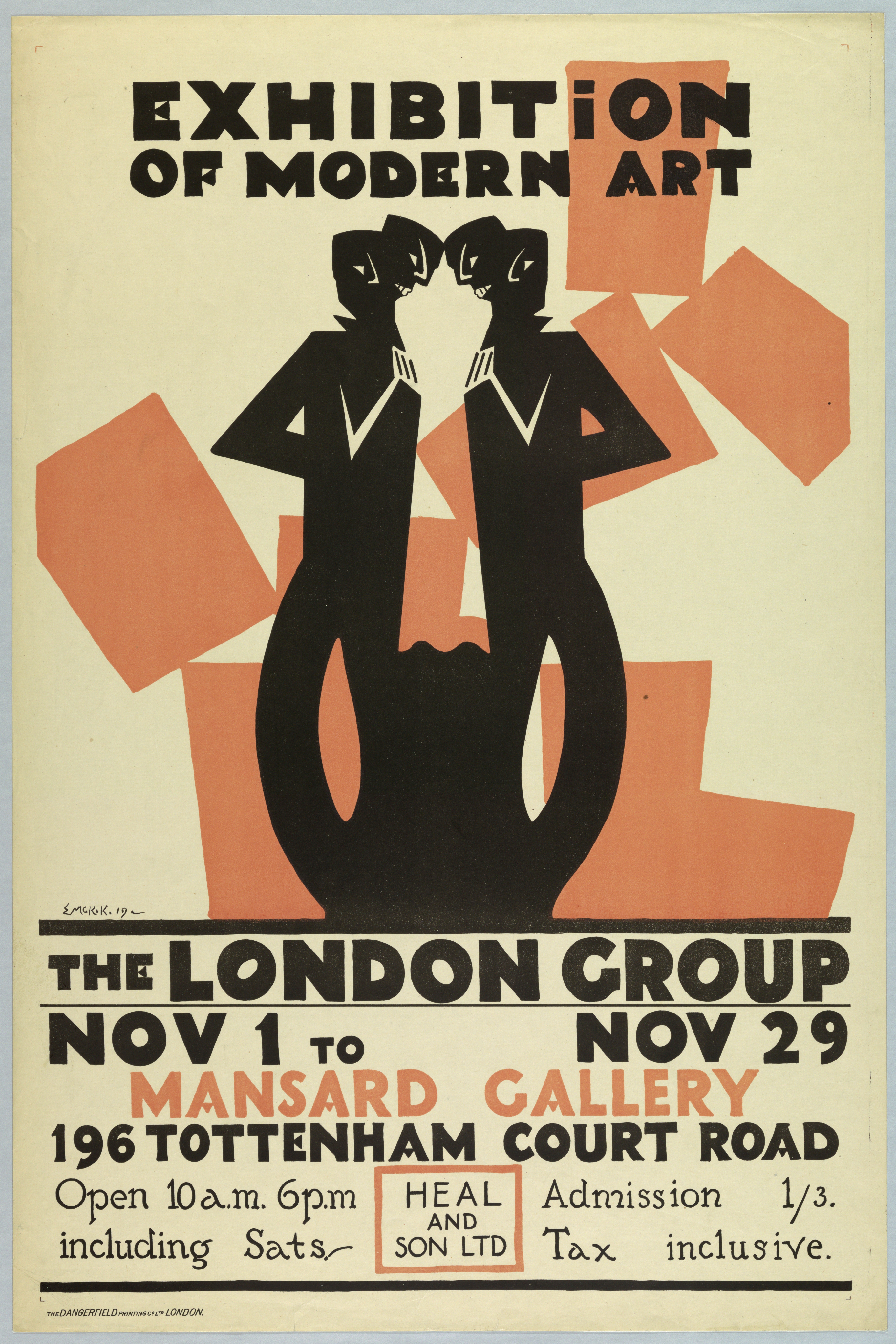
Affiche pour l'exposition de 1915 à la Mansard Gallery, par Edward McKnight Kauffer.

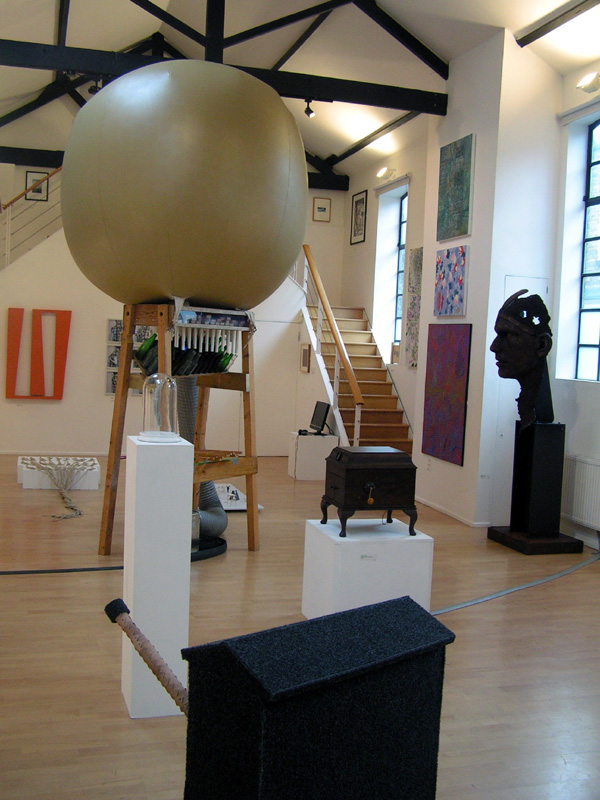
L'exposition The London Group Open 2011 à la Cello Factory, Londres.

The London Group (en français : « Le Groupe de Londres ») est une société artistique fondée à Londres en 1913, indépendamment de la Royal Academy of Arts. Regroupant au départ trente-deux artistes britanniques, elle est principalement le résultat d'une fusion avec le Camden Town Group. Elle organise des expositions et est encore active aujourd'hui.

## Histoire
The London Group est né le 25 octobre 1913 dans le contexte sécessionniste du milieu artistique londonien : pour défier le conservatisme de la Royal Academy, une trentaine d'artistes de toutes disciplines, qui ne pouvait exposer parce que rejetée par l'institution, forme une société indépendante. Une grande partie des membres fondateurs vient du Camden Town Group, marquée par le post-impressionnisme, du Fitzroy Street Group, de l'Allied Artists' Association, mais aussi des futurs vorticistes, marqués par le cubisme et le futurisme et menés par Wyndham Lewis.
Parmi les trente-deux membres fondateurs, outre Lewis, on trouve Robert Bevan, Henri Gaudier-Brzeska, Jacob Epstein (qui trouva le nom), Duncan Grant, Lucien Pissarro et Walter Sickert. Le premier président est Harold Gilman à partir de 1914, associé à Bevan. Roger Fry rejoint le groupe en 1917. Le contexte de la guerre et les nombreux artistes mobilisés et parfois tués au combat, ne facilitent pas l'essor du groupe, qui pourtant organise une grande exposition au printemps chaque année.
La première exposition, « The London Group-An Exhibition of the Work of English Post-Impressionists, Cubists and Others », a lieu à la Goupil Gallery en mars 1914, l'accueil de la presse est majoritairement scandalisé, The Times évoque la « fausse route du cubisme » (7 mars), The Star, de « shocking art », et d'une manière générale, le débat s'installe, le public venant regarder avec curiosité ces « images nouvelles ». Lors de la deuxième exposition organisée dans cette même galerie en mars 1915, est exposée la sculpture avant-gardiste The Rock Drill (1913) de Jacob Epstein, dont l'original est perdu. The London Group accueille par ailleurs les nouvelles tendances européennes et sert de pont entre le continent et l'Amérique. Cette tendance de prolonge dans les années 1920 et 1930. 
Parmi les membres les plus connus après 1945 on trouve Henry Moore, Laurence Stephen Lowry et David Hockney. 
En 2013, The London Group a célébré son centenaire en organisant une grande exposition rétrospective.

## Principaux artistes
- Eileen Agar
- Craigie Aitchison
- Michael Andrews
- Ray Atkins
- Frank Auerbach
- Walter Bayes
- Vanessa Bell
- James Bolivar Manson
- David Bomberg
- Frank Bowling
- Horace Brodzky
- Edward Burra
- Jack Butler Yeats
- William Coldstream
- Frank Coombs
- John Copnall
- Alan Davie
- Roy De Maistre
- Stanislawa de Karlowska
- Jessica Dismorr
- Frank Dobson
- Alan Durst
- Jacob Epstein
- Mary Fedden
- Andrew Forge
- Elizabeth Frink
- Terry Frost
- Roger Fry
- Henri Gaudier-Brzeska
- Mark Gertler
- Harold Gilman
- Spencer Frederick Gore
- Henryk Gotlib
- Duncan Grant
- Anthony Green
- Nina Hamnett
- Barbara Hepworth
- Gertrude Hermes
- Patrick Heron
- Ivon Hitchens
- David Hockney
- Anna Hope Hudson
- Albert Irvin
- Morris Kestelman
- Leon Kossoff
- Kit Lewis
- Wyndham Lewis
- Laurence Stephen Lowry
- Edward McKnight Kauffer
- Dorothy Mead
- Bernard Meninsky
- Gustav Metzger
- John Minton
- Henry Moore
- Paul Nash
- Victor Pasmore
- John Piper
- Lucien Pissarro
- Robert Polhill Bevan
- Mary Potter
- Christopher R. W. Nevinson
- Paula Rego
- Ceri Richards
- William Roberts
- Ethel Sands[4]
- Walter Sickert
- Stanley Simmonds
- John Skeaping
- Ruskin Spear
- Stanley Spencer
- Cecil Stephenson
- John Tunnard
- Euan Uglow
- Edward Wadsworth
- Carel Weight
- Bryan Wynter